# Glacera de l'Unteraar
La glacera de l'Unteraar (Unteraargletscher en alemany) es troba a Suïssa al Cantó de Berna. És la més gran de les dues glaceres que són l'origen de l'Aar, l'altra glacera és la glacera de l'Oberaar. La glacera de l'Unteraar és descendent de la confluència entre la glacera del Finsteraar (al peu del Finsteraarhorn) i la Glacera del Lauteraar (a prop del Lauteraarhorn). S'estén sobre aproximadament 6 quilòmetres cap a l'oest en direcció del coll del Grimsel abans de desembocar al llac del Grimsel.
Ara recobert de morrenes i de restes rocoses a causa de freqüents caigudes de pedra sobre els vessants, la glacera ha reculat bastant durant l'últim segle tan que ja no és visible des dels voltants pròxims del coll del Grimsel. Durant el període barroc, formava part dels panorames de més anomenada de Suïssa.

## Glaciologia

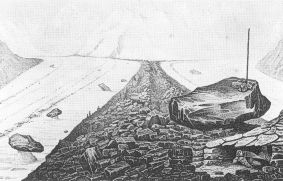
Joseph Bettannier, 1840, « Glacera inferior de l'Aar » (sic), a l'obra de Louis Agassiz, « Estudis sobre les glaceres »

L'any 1827, es va convertir en un dels primers temes d'estudi per a la glaciologia, una ciència que era a les beceroles. Franz Josef Hugi i a continuació l'equip dirigit per Louis Agassiz s'hi van interessar i van anar diversos anys seguits a la glacera per tal d'examinar-la. Els científics s'estaven des de 1840 sota el « hotel des Neuchâtelois », un enorme bloc de roca al mig de la morrena i que va caure més tard al llac del Grimsel. La roca havia estat ja l'objecte d'un quadre, Der grosse Steintisch auf dem Lauteraargletscher, per Caspar Wolf cap a 1774. Un film documental de 20 minuts sobre la vida d'Agassiz al mig de la glacera de l'Unteraar va sortir a finals de 2007.

## Ecologia
Un projecte d'elevació de l'embassament del Grimsel és discutit per les organitzacions ecologistes entre les quals el WWF. L'elevació de 23 metres prevista per a l'embassament provocaria l'augment del nivell del llac i la inundació de la zona pròxima de la llengua de la glacera (el marge proglaciar) a prop d'un quilòmetre quadrat. Aquesta part de la vall comprèn de vells boscos de pins cembra i zones pantanoses amb un ecosistema particular. El cantó de Berna ha aprovat tanmateix el projecte al març 2007 per les necessitats energètiques del país, que permetran una producció anual suplementària de 20 gWh.
La glacera de Lauteraar forma part d'una zona utilitzada per als entrenaments de tir de Defensa antiaèria per l'exèrcit suís. Aquesta última fa regularment operacions de neteja. Accessòriament, aquestes mesures eviten que restes metàl·liques no quedin sobre la glacera, i que a més. no desemboquin a la part superior de la glacera de l'Unteraar

## Evolució
Des de 1850, la glacera ha retrocedit 2,3 km i la seva superfície ha disminuït 10,7 km².

Evolució de la glacera en metres. En verd, les diferències de longitud acumulades En roja, les variacions de longitud anuals